# Flugplatz Ndélé

i7
i11
i13
Der Flugplatz Ndélé (französisch Aérodrome de Ndélé, IATA-Code: NDL, ICAO-Code: FEFN) ist der Flugplatz von Ndélé, der Hauptstadt der Präfektur Bamingui-Bangoran im Norden der Zentralafrikanischen Republik.
Der Flugplatz liegt 3 km nordwestlich des Stadtzentrums von Ndélé auf einer Höhe von 499 m. Seine Start- und Landebahn ist unbefestigt und verfügt nicht über eine Befeuerung. Der Flughafen kann nur tagsüber und nur nach Sichtflugregeln angeflogen werden und verfügt über keine regulären Passagierverbindungen. Treibstoff ist in variabler Menge vor Ort verfügbar und soll in Bangui vorbestellt werden.